# Theloderma truongsonense
Espèce
Synonymes
- Philautus truongsonensis Orlov & Ho, 2005

Statut de conservation UICN

 DD  : Données insuffisantes
Theloderma truongsonense est une espèce d'amphibiens de la famille des Rhacophoridae.

## Répartition
Cette espèce est endémique des montagnes du centre du Viêt Nam. Elle se rencontre entre 300 et 1 300 m d'altitude dans les provinces de Thừa Thiên-Huế et Quảng Trị et à Đà Nẵng.

## Publication originale
- Orlov & Ho, 2005 : A new species of Philautus from Vietnam (Anura: Rhacophoridae). Russian Journal of Herpetology, vol. 12, p. 135-142.